# العنف الجنسي والعنف القائم على النوع الاجتماعي ضد الفلسطينيين خلال الحرب الفلسطينية الإسرائيلية
خلال الحرب الفلسطينية الإسرائيلية 2023-2024، وقد أفادت التقارير أن النساء والفتيات الفلسطينيات تعرضن للعنف الجنسي في زمن الحرب على يد جنود الجيش الإسرائيلي. وأفادت امرأتان فلسطينيتان بتعرضهما للاغتصاب على يد جنود إسرائيليين أثناء وجودهما في السجن.
واتهم الجيش الإسرائيلي بارتكاب أعمال عنف على أساس النوع الاجتماعي وجرائم حرب وجرائم ضد الإنسانية تماشيًا مع اعتراف المحكمة الجنائية الدولية بأن العنف الجنسي هو جريمة حرب وجريمة ضد الإنسانية.
وتفيد التقارير أن الفلسطينيين، الإناث والذكور على حد سواء، تعرضوا للعنف الجنسي والتعذيب على أيدي جنود الجيش الإسرائيلي. وأدانت الأمم المتحدة أعمال الاغتصاب والعنف الجنسي التي ارتكبها الجيش الإسرائيلي.

## الاعتداء الجنسي قبل 7 أكتوبر
وقد وردت تقارير عن التعذيب وسوء المعاملة والعنف الجنسي ضد الفلسطينيين المعتقلين على يد الجيش الإسرائيلي، قبل هجمات 7 أكتوبر وغزو غزة. مع الوثائق المسجلة من قبل اللجنة العامة لمناهضة التعذيب في إسرائيل (PCATI) ومنظمة العفو الدولية. وكانت هناك تقارير واسعة النطاق عن العنف الجنسي ضد كل من المعتقلين الذكور والإناث، بما في ذلك زعيم حركة أمل اللبنانية المسجون مصطفى الديراني الذي رفع دعوى قضائية ضد إسرائيل بدعوى الاغتصاب.

## اغتصاب وإساءة معاملة النساء المسجونات
في 19 فبراير 2024، أصدرت مجموعة من المقررين الخاصين للأمم المتحدة تقريرًا جاء فيه أن "خبراء حقوقيين يدعون إلى التحقيق في الانتهاكات المرتكبة ضد النساء والفتيات الفلسطينيات". وبحسب التقرير، هناك أدلة على أنه خلال الحرب الفلسطينية الإسرائيلية، تعرضت النساء والفتيات الفلسطينيات للعنف الجنسي في الحرب. وفقًا لهذه الادعاءات، تعرضت النساء والفتيات الفلسطينيات أيضًا لمعاملة لا إنسانية ومهينة من قبل القوات الإسرائيلية، حيث حُرمن من فوط الحيض والطعام والدواء، وتعرضن للضرب المبرح والاغتصاب والاعتداء والتهديد بالاغتصاب والعنف الجنسي، ويتعرضون السجناء لأشكال متعددة من الاعتداءات الجنسية الأخرى. كما يُجردن من ملابسهن أثناء تفتيشهن من قبل ضباط الجيش الإسرائيلي الذكور. وذكرت المفوضية السامية لحقوق الإنسان أن القوات الإسرائيلية قامت بتصوير المعتقلات في "ظروف مهينة" وأن الصور قد رُفعت على الإنترنت.
وجاء في تقرير الأمم المتحدة أن "النساء والفتيات الفلسطينيات المحتجزات تعرضن أيضًا لأشكال متعددة من الاعتداء الجنسي، مثل تجريدهن من ملابسهن وتفتيشهن من قبل ضباط الجيش الإسرائيلي الذكور. كما ورد أن اثنتان من المعتقلات الفلسطينيات على الأقل تعرضن للاغتصاب". وحذرت ريم السالم [الإنجليزية] من أن التحفظ على الإبلاغ عن العنف الجنسي أمر شائع بسبب المخاوف الانتقامية. وذكرت السالم أنه منذ هجمات 7 أكتوبر/تشرين الأول، واجهت النساء والفتيات المحتجزات في إسرائيل موقفًا متساهلاً بشكل متزايد من قبل المسؤولين الإسرائيليين تجاه الاعتداء الجنسي. وفقًا لموقع ميدل إيست آي، فإن عبارة "على الأقل" سلطت الضوء على حقيقة أن العديد من الأحداث لا تزال غير مسجلة، حيث يخشى الضحايا من وصمة العار والتداعيات المرتبطة بالتحدث علنًا عن الاعتداء الجنسي في "مجتمع أبوي يتردد في معالجة مثل هذه الفظائع".
كما أثار المقررون الخاصون مخاوف بشأن اختفاء عدد من النساء والأطفال الفلسطينيين، مع ورود تقارير عن فصل الأطفال عن والديهم. وفي إحدى الحالات، ورد أن رضيعة قد فصلت قسراً عن والديها وأُخذت إلى إسرائيل. ورداً على التقرير، قال متحدث باسم وزارة الخارجية الأمريكية: "يجب معاملة المدنيين والمعتقلين بطريقة إنسانية، ووفقا للقانون الإنساني الدولي". وصفت منظمة أطباء من أجل حقوق الإنسان – إسرائيل أيضًا الإذلال الجنسي للمعتقلين، بما في ذلك الإهانات الجنسية والتبول على السجناء. وذكر نادي الأسير الفلسطيني أن الرجال تعرضوا لاعتداءات جنسية شديدة، بما في ذلك محاولة الاغتصاب وانتهاك عمليات التفتيش بالتعري.
أفادت وكالة أسوشيتد برس في مارس/آذار 2024 عن نساء فلسطينيات قد تعرضن للانتهاكات أثناء احتجازهن من قبل إسرائيل، وقالت إحدى النساء إن الجنود الإسرائيليين أجروا عمليات تفتيش عاريات، وأثناء الاحتجاز، "إذا رفعنا رؤوسنا أو نطقنا بأي كلمات، يضربوننا". على الرأس [...] الموسيقى الصاخبة والصراخ والترهيب - كانوا يريدون إذلالنا، وكبلوا أيدينا، وعصبوا أعيننا، وأقدامنا مقيدة بالسلاسل". وصرحت امرأة أخرى أن جندياً إسرائيلياً ضرب وجهها بالحائط عندما رفضت تقبيل علم إسرائيل.

## إعدام النساء في غزة
في 19 فبراير 2024، أصدرت مجموعة من المقررين الخاصين التابعين للأمم المتحدة تقريرًا يفيد بأن نساء وفتيات فلسطينيات أعدمن بشكل عشوائي في غزة مع أطفالهن. وظهرت مزاعم تشير إلى أن النساء والفتيات الفلسطينيات استهدفن عمدًا وإعدامهن خارج نطاق القضاء من قبل قوات الدفاع الإسرائيلية، حتى عندما كن يحملن قطعًا بيضاء من القماش، أو لاجئات أو فارات.

## الاعتداءات الجنسية في قطاع غزة
في مايو 2024، أدان مجموعة من المقررين الخاصين للأمم المتحدة العنف الجنسي "غير المقبول" والاختفاء القسري للنساء والأطفال في غزة، قائلين: "نشعر بالفزع من استهداف إسرائيل للنساء بمثل هذه الهجمات الوحشية والعشوائية وغير المتناسبة".

### التهديدات بالاغتصاب والعنف الجنسي
صرحت النساء الفلسطينيات في غزة أنهن تعرضن لتهديدات بالاغتصاب والعنف الجنسي من قبل الجنود الإسرائيليين الغازية. وفي حديثها للمرصد الأورومتوسطي لحقوق الإنسان، وصفت امرأة فلسطينية، وكانت حامل، إجبارها على خلع ملابسها على يد جندي إسرائيلي، وهدد باغتصابها.
وأفاد العديد من السجناء الفلسطينيين أنهم تعرضوا للاعتداء الجنسي والتهديد بالاغتصاب في أعقاب اندلاع الحرب. وذكرت هيئة الإذاعة البريطانية (بي بي سي) عن إحدى السجينات التي قالت: "لقد هددوا باغتصابي... وكان من الواضح أن الهدف هو ترهيبي". وفي حين أنكرت إسرائيل هذه المزاعم وهددت بمقاضاة محاميها بتهمة التحريض، أبلغت الأسيرة المفرج عنها عن تهديدات بالاغتصاب ضدها وضد غيرها من السجينات. وزعمت امرأة فلسطينية أخرى أيضًا وجود تهديدات بالاعتداء الجنسي من قبل الحراس الإسرائيليين. كما أفادت صحيفة ميدل إيست آي عن ادعاءات المعتقلين بأن "الحراس الإسرائيليين هددوا بالاعتداء الجنسي على السجينات واعتدوا عليهن داخل زنازينهن".

## التغطية في وسائل الإعلام

### منشورات على مواقع التواصل الاجتماعي لأعضاء الجيش الإسرائيلي
انتشرت مقاطع فيديو وصور لجنود إسرائيليين وهم يفحصون الملابس الداخلية للنساء الفلسطينيات في غزة، مما دفع مفتاح، وهي منظمة مناصرة للمرأة الفلسطينية، إلى التصريح بأنهم أظهروا "فسادًا". في أحد مقاطع الفيديو، سجل جندي من الجيش الإسرائيلي نفسه وهو يتفقد خزانة ملابس امرأة فلسطينية، بما في ذلك ملابسها الداخلية، بينما كان يدلي بملاحظات مهينة ومتحيزة جنسيًا حول المرأة العربية. وتظهر صورة أخرى جنديين من الجيش الإسرائيلي، أحدهما يرتدي حمالة صدر امرأة فلسطينية بينما يقف الآخر بجانبه وهو يتحسس حمالة الصدر الفارغة ويخرج لسانه، بينما سجل جندي إسرائيلي آخر وهو يشرح بالتفصيل كيف ينوي إعادة متعلقات المرأة الفلسطينية إلى صديقته في إسرائيل. ونشر جندي من الجيش الإسرائيلي مقطع فيديو يظهره جالسا فوق دبابة ويحمل عارضة أزياء ترتدي حمالة صدر سوداء وخوذة، قائلا "لقد وجدت زوجة جميلة، علاقة جدية في غزة، امرأة عظيمة".
أعربت النساء اللاتي أجريت معهن مقابلات في جنيف عن غضبهن وانزعاجهن من الصور التي نشرها الجيش الإسرائيلي، والتي تظهر جنوداً من الجيش الإسرائيلي وهم يرتدون ملابس داخلية وملابس داخلية لنساء فلسطينيات أخذوها من منازل النازحين في غزة. ووصفت المتحدثة باسم مكتب حقوق الإنسان التابع للأمم المتحدة، رافينا شمداساني، المنشورات بأنها "... مهينة للمرأة الفلسطينية، وجميع النساء". وصرح أستاذ مساعد في القانون بجامعة كوينز في كندا أن المنشورات تنتهك المادة 27 من اتفاقية جنيف الرابعة التي تنص على حق جميع المدنيين في الاحترام مع حماية النساء بشكل خاص ضد أي اعتداء على شرفهن.

### ادعاءات تقرير ملفقة
في أواخر مارس 2024، أفادت قناة الجزيرة في مدونتها المباشرة عن ادعاء ضد الجيش الإسرائيلي بارتكاب جريمة اغتصاب في مستشفى الشفاء. واستندت القصة إلى شهادة من جميلة الهسي، وهي امرأة من غزة، قالت إنها شاهدت جنود الجيش الإسرائيلي "يغتصبون النساء ثم يقتلونهن ويحرقون عائلات بأكملها أحياء". وسرعان ما حظيت هذه التقارير باهتمام دولي وأثارت إدانة واسعة النطاق. ومع ذلك، أفيد لاحقًا أن تحقيقًا أجرته حماس خلص إلى أن ادعاءاتها كاذبة. وقال ياسر أبو هلالة، كاتب العمود والمدير السابق لقناة الجزيرة، على وسائل التواصل الاجتماعي إن حماس وجدت أن ادعاءاتها لا أساس لها من الصحة. وأضاف أن "المرأة التي تحدثت عن الاغتصاب بررت مبالغتها وكلامها غير الصحيح بالقول إن الهدف إثارة حماسة الأمة وتآخيها". رداً على ذلك، قامت الجزيرة بإزالة الفيديو الخاص بها ولكن ليس المحتوى الموجود على مدونتها المباشرة.

## ردود الفعل الدولية
وردا على تقرير الأمم المتحدة، قال متحدث باسم وزارة الخارجية الأمريكية: "يجب معاملة المدنيين والمعتقلين بطريقة إنسانية، ووفقا للقانون الإنساني الدولي". وصفت منظمة أطباء من أجل حقوق الإنسان – إسرائيل أيضًا الإذلال الجنسي للمعتقلين، بما في ذلك الإهانات الجنسية والتبول على السجناء. وذكر نادي الأسير الفلسطيني أن الرجال تعرضوا لاعتداءات جنسية شديدة، بما في ذلك محاولة الاغتصاب والتفتيش بالتعري المنتهك.
وقالت الولايات المتحدة إنها لا تستطيع تأكيد هذه التقارير بشكل مستقل، وقالت إسرائيل إنها لم تتلق أي شكوى بشأن الاعتداء الجنسي، وانتقدت تقرير الأمم المتحدة ووصفته بأنه متحيز. وزعمت إسرائيل أن أحد مؤلفي التقرير قد أضفى الشرعية خطابياً على هجوم حماس في 7 أكتوبر قبل أيام قليلة من انعقاد لجنة الأمم المتحدة، وأن آخر "شكك علناً في شهادات الضحايا الإسرائيليين للعنف القائم على النوع الاجتماعي والعنف الجنسي". وذكرت البعثة الإسرائيلية لدى الأمم المتحدة في جنيف بسويسرا أن "إسرائيل ترفض بقوة الادعاءات الدنيئة التي لا أساس لها والتي نشرتها اليوم مجموعة من ما يسمى بخبراء الأمم المتحدة".

## أنظر أيضا
- الاعتقالات الجماعية في الحرب الفلسطينية الإسرائيلية 2023
- جرائم الحرب في الحرب الفلسطينية الإسرائيلية 2023
- آثار الحرب الفلسطينية الإسرائيلية 2023 على المرأة